# 横山宏章
横山 宏章（よこやま ひろあき、1944年4月21日 - ）は、日本の政治学者、歴史学者、北九州市立大学名誉教授。専門は、中華民国政治史、近代長崎県史。
明治学院大学法学部長、南京大学客員教授、財団法人国際東アジア研究センター理事、北九州市立大学アジア文化社会研究センター長を歴任。

## 来歴
山口県下関市生まれ、1969年一橋大学法学部卒業、朝日新聞社記者を経て、1978年一橋大学大学院法学研究科博士課程退学。1982年「孫中山の革命と政治指導」で法学博士（一橋大学）。
1978年明治学院大学法学部専任講師、1981年同助教授、1988年同教授、法学部長、1999年県立長崎シーボルト大学国際情報学部教授、国際情報学部長、2005年北九州市立大学社会システム研究科教授。2010年同アジア文化社会研究センター長兼大学院社会システム研究科長。2015年定年、名誉教授。
元南京大学客員教授、元財団法人国際東アジア研究センター理事。長崎市市史編さん室新長崎市史第3部会（近代編）専門委員も務め、長崎市史の執筆にあたった。

## 著書

### 単著
- 『人民中国の堕落 再び、中ソは和解するか』ワニの本 ベストセラーシリーズ 1981
- 『ソ連、ポーランド、中国に見るマルクスの誤算 社会主義は死んだのか』ワニの本 ベストセラーシリーズ 1982
- 『長江に夕陽が沈み――追われし中国に愛を込めて』（日中出版、1982年）
- 『陳独秀』（朝日選書、1983年）
- 『孫中山の革命と政治指導』（研文出版、1983年）
- 『優と覇――変わる中国 変わらない中国』（日中出版、1984年）
- 『清末中国の青年群像 歴史のなかの若者たち5』（三省堂、1986年）
- 『中国近代政治思想史入門』（研文出版、1987年）
- 『天安門の悲劇――現代中国の政治と民衆』（三一書房、1991年）
- 『日中の障壁――戦争と友好の代償』（サイマル出版会、1994年）
- 『孫文と袁世凱――中華統合の夢』（岩波書店、1996年）
- 『中国の政治危機と伝統的支配――帝国の瓦解と再興』（研文出版、1996年）
- 『中華民国史――専制と民主の相剋』（三一書房、1996年）
- 『中華民国――賢人支配の善政主義』（中公新書、1997年）
- 『中国を駄目にした英雄たち』（講談社、1999年）
- 『中国砲艦『中山艦』の生涯』（汲古書院、2002年）
- 『中華思想と現代中国』（集英社新書、2002年）
- 『草莽のヒーロー――「無名の英雄・渡邉元」と東アジアの革命家』（長崎新聞社［長崎新聞新書］、2002年）
- 『反日と反中』（集英社新書、2005年）
- 『長崎が出会った近代中国』（海鳥社、2006年）
- 『中国の異民族支配』（集英社新書、2009年）
- 『陳独秀の時代――「個性の解放」をめざして』（慶應義塾大学出版会、2009年）
- 『長崎 唐人屋敷の謎』（集英社新書、2011年）
- 『中国の愚民主義 「賢人支配」の100年』平凡社新書、2014年

- 『素顔の孫文――国父になった大ぼら吹き』岩波書店、2014年
- 『孫文と陳独秀 現代中国への二つの道』平凡社新書 2017年
- 『上海の日本人街・虹口 もう一つの長崎』彩流社 2017年

### 編著
- 『東アジアはひとつになれるか――ポスト冷戦と東アジアの進路』（同文舘出版、1995年）

### 共編著
- （藤井昇三）『孫文と毛沢東の遺産』（研文出版、1992年）
- （野林健）『国際政治の21世紀像――世界をゆるがすドラマ20幕』（有信堂高文社、1996年）
- （久保亨・川島真）『周辺から見た20世紀中国――日・韓・台・港・中の対話』（中国書店、2002年）
- （王雲海）『対論! 日本と中国の領土問題』（集英社新書、2013年）
- （遠藤誉・興梠一郎・前田宏子）『現代中国の真実』（学研パブリッシング、2013年）

### 訳書
- 劉恵吾・劉学照編『中国からみた日本近代史』（早稲田大学出版部、1987年）